# 솔러스
《솔러스》(영어: Solace)는 미국에서 제작된 아폰수 포야르 감독의 2015년 미스터리 스릴러 영화이다. 앤서니 홉킨스 등이 출연하였고, 토마스 아우크스베르거 등이 제작에 참여하였다.

## 출연진
- 앤서니 홉킨스 - 존 클랜시 박사 역
- 콜린 패럴 - 찰스 앰브로즈 역
- 제프리 딘 모건 - FBI 요원 조지프 조 메리웨더 역
- 애비 코니시 - FBI 요원 캐서린 콜스 역
- 조던 우즈로빈슨 - 제프리 올드필드 역
- 말리 셸턴 - 로라 메리웨더 역
- 잰더 버클리 - 엘리스 씨 역
- 케니 존슨 - 데이비드 레이먼드 역
- 저닌 터너 - 엘리자베스 클랜시 역
- 샤론 로런스 - 엘리스 부인 역
- 호제이 파블로 칸티요 - 소여 역
- 맷 제럴드 - 슬로먼 역
- 오텀 다이얼 - 에마 클랜시 역
- 조슈아 클로스 - 라이너스 하프 역
- 루이사 모라레스 - 빅토리아 레이먼드 역

## 기타 제작진
- 미술: 브래드 리커
- 의상: 데니즈 윈게이트